# Valentín Castellanos
Valentín Mariano José Castellanos Giménez conhecido como Taty Castellanos (Mendoza, 3 de outubro de 1998) é um futebolista argentino que atua como atacante. Atualmente, joga pela Lazio.

## Carreira
Começou sua carreira de clube na Universidad de Chile antes de se mudar para o Torque em 2017. Em 27 de julho de 2018, ele se juntou ao New York City FC, da Major League Soccer, por empréstimo até o final da temporada de 2018. Em sua primeira partida pelo New York City FC, ele foi titular pelo clube e marcou um gol contra o Vancouver Whitecaps.
O New York City exerceu sua opção de comprar Castellanos em 29 de novembro de 2018, antes da temporada de 2019.
Em 25 de julho de 2022, o Girona anunciou o empréstimo do jogador.
Em 25 de abril de 2023, Castellanos fez sua melhor partida na carreira, ele marcou seu nome na história ao fazer os quatro gols da vitória do Girona sobre o Real Madrid, por 4 a 2, pela 31ª rodada da La Liga. E isso não acontecia pelo Campeonato Espanhol desde 1947. Valentín tornou-se assim o décimo futebolista da história a alcançar tal proeza.
Foi uma noite dos sonhos. É uma felicidade, nunca imaginei isso. Curtindo com as pessoas, minha família, o povo da Argentina que sempre me apoia. Isso é fundamental— Catellanos, após marcar quatro gols na vitória do Girona sobre Real Madrid

## Seleção argentina
Em outubro de 2019, Castellanos foi convocado pela primeira vez para a seleção argentina de futebol sub-23 pelo técnico Fernando Batista para dois amistosos contra o México.

## Títulos
New York City FC
- MLS Cup: 2021

Argentina Sub-23
- Torneio pré-olímpico: 2020

## Prêmios Individuais
- Jogador do mês da MLS: outubro/novembro de 2020[7] e agosto de 2021[8]
- MLS Golden Boot: 2021[9]
- MLS Best XI: 2021